# Аржантёй (округ)
Аржантёй (фр. Argenteuil) — округ (фр. Arrondissement) во Франции, один из округов в регионе Иль-де-Франс (регион). Департамент округа — Валь-д’Уаз. Супрефектура — Аржантёй.
Население округа на 2006 год составляло 227 012 человек. Плотность населения составляет 4283 чел./км². Площадь округа составляет всего 53 км².